# Percina oxyrhynchus
Percina oxyrhynchus är en fiskart som först beskrevs av Carl Leavitt Hubbs och Edward Cowden Raney, 1939.  Percina oxyrhynchus ingår i släktet Percina och familjen abborrfiskar. Inga underarter finns listade i Catalogue of Life.